# Stazione di San Pietro Avellana-Capracotta
La stazione di San Pietro Avellana-Capracotta è una fermata ferroviaria, posta sulla ferrovia Sulmona-Isernia, a servizio dei comuni di San Pietro Avellana e di Capracotta, situati in provincia di Isernia. Si trova nel territorio comunale di San Pietro Avellana, dal cui centro dista 3,2 km, e dista da Capracotta 12,6 km.

## Storia
Già stazione, venne trasformata in fermata il 19 dicembre 1995.

## Strutture e impianti
La fermata è gestita da Rete Ferroviaria Italiana, che la colloca nella categoria "Bronze". Il fabbricato viaggiatori si sviluppa su due piani ed è tinteggiato di arancione. Il piano terra ospita la biglietteria, la sala d'attesa e la sala relè. Accanto al fabbricato viaggiatori (lato Sulmona) vi sono due piccoli edifici contenenti i bagni pubblici. La fermata è servita da un unico binario. Fino agli anni novanta oltre al binario 2 rimasto (è il binario di corretto tracciato) vi era il binario 1 che costituiva il binario di precedenza. Dal binario 1 si diramavano inoltre due binari tronchi: uno conduceva (lato Isernia) allo scalo merci, costituito da un magazzino merci ed un piano caricatore, mentre l'altro veniva utilizzato come binario di sosta per i treni addetti alla manutenzione della ferrovia.

## Movimento
Al 2007, l'impianto risultava frequentato da un traffico giornaliero medio di 14,5 persone. La fermata non è più servita da alcun treno che effettua il servizio viaggiatori a partire dall'11 ottobre 2010, data della sospensione dell'esercizio regolare sulla tratta Castel di Sangro-Carpinone. È stato istituito un servizio di bus sostitutivi tra le stazioni di Castel di Sangro ed Isernia.
A partire dal 2014 la stazione è servita occasionalmente da treni turistici organizzati da Fondazione FS Italiane e dall'associazione Le Rotaie.

## Servizi
La stazione dispone di:
- Sala d'attesa chiusa ai passeggeri
- Servizi Igienici chiusi